# Schistura breviceps
Schistura breviceps es una especie de peces de la familia Balitoridae en el orden de los Cypriniformes.

## Morfología
• Los machos pueden llegar alcanzar los 6,9 cm de longitud total.

## Distribución geográfica
Se encuentra en la cuenca del Mekong al norte de Tailandia, Birmania y China (Yunnan ).

## Hábitat
Es un pez de agua dulce.